# Eddyville (Illinois)
Eddyville es una villa ubicada en el condado de Pope en el estado estadounidense de Illinois. En el censo de 2010 tenía una población de 101 habitantes y una densidad poblacional de 132,64 personas por km².

## Geografía
Eddyville se encuentra ubicada en las coordenadas 37°30′1″N 88°35′6″O / 37.50028, -88.58500. Según la Oficina del Censo de los Estados Unidos, Eddyville tiene una superficie total de 0.76 km², de la cual 0.76 km² corresponden a tierra firme y (0.34%) 0 km² es agua.

## Demografía
Según el censo de 2010, había 101 personas residiendo en Eddyville. La densidad de población era de 132,64 hab./km². De los 101 habitantes, Eddyville estaba compuesto por el 95.05% blancos, el 0% eran afroamericanos, el 0% eran amerindios, el 0% eran asiáticos, el 0% eran isleños del Pacífico, el 0% eran de otras razas y el 4.95% pertenecían a dos o más razas. Del total de la población el 0% eran hispanos o latinos de cualquier raza.